# Två vildsvin

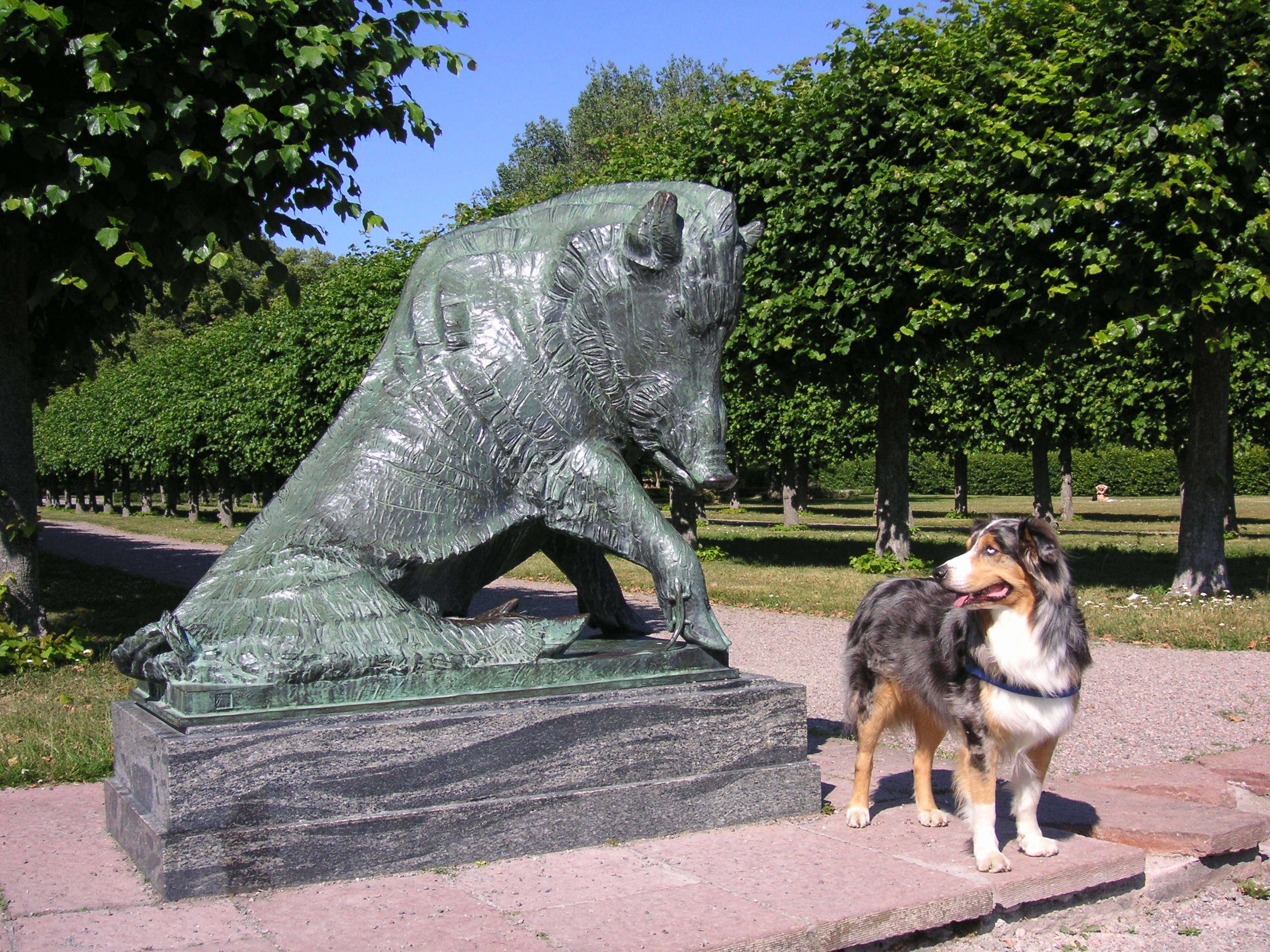
Ett av två vildsvin utanför Ulriksdals slott.

Två vildsvin är två skulpturer av Carl Milles. Skulpturerna gjordes 1929 för Lord Melchett i England och föreställer två sittande vildsvin i brons. De finns numera i slottsparken vid Ulriksdals slott i Solna. 
|  |  |

Betraktar man vildsvinen lite närmare så upptäcker man lekfulla Milles-detaljer; det ena vildsvinet har en skalbagge på benet, det andra en ödla.
Ett vildsvin av Milles finns också utställt på Skytteholm i Ekerö kommun.